# Đội tuyển bóng đá nữ quốc gia Zambia
Đội tuyển bóng đá nữ quốc gia Zambia, biệt danh The She-polopolo hoặc Copper Queens, đại diện cho Zambia trong môn bóng đá hiệp hội nữ. Ngoài ra còn có một đội tuyển bóng đá nữ U-17 quốc gia Zambia, một đội tuyển bóng đá nữ U-20 quốc gia Zambia, đội tuyển vòng loại Olympic và một đội tuyển World Cup vô gia cư. Quốc gia này đã tham gia một số giải đấu vòng loại cho Giải vô địch bóng đá nữ thế giới và các giải đấu bóng đá có nguồn gốc châu Phi khác. Quốc gia này là quốc gia không giáp biển đầu tiên ở châu Phi đủ điều kiện cho một kỳ World Cup cao cấp dành cho nam hoặc nữ, có trận ra mắt đầu tiên tại FIFA World Cup nữ 2023. Tại giải năm đó, đội chỉ có một trận thắng trước Costa Rica và thua 2 trận trước Nhật Bản và Tây Ban Nha, do đó dừng bước ở vòng bảng.

## Lịch sử
Đội tuyển bóng đá nữ quốc gia Zambia được gọi là The She-polopolo. Năm 1985, hầu như không có quốc gia nào ở Châu Phi có đội tuyển bóng đá nữ quốc gia. Bóng đá nữ được Hiệp hội bóng đá Zambia chính thức tổ chức vào năm 1983. Kể từ thời điểm đó, Zambia đã thành lập một đội tuyển quốc gia nữ cấp cao và một đội dưới 20 tuổi. Bóng đá nữ tiếp tục được hỗ trợ bởi liên đoàn quốc gia đã chi ngân sách cho các trò chơi nữ và giải trẻ. Năm 2009, có 100 đội nữ dành cho các cầu thủ trên 16 tuổi và 112 đội nữ trẻ dành cho các cầu thủ dưới 16 tuổi.  Có một giải đấu nữ quốc gia được thành lập trong nước cùng với các cuộc thi cấp khu vực và trường học.
Bóng đá nữ ở châu Phi nói chung phải đối mặt với các vấn đề bao gồm hạn chế tiếp cận giáo dục, nghèo đói của phụ nữ trong xã hội rộng lớn hơn và sự bất bình đẳng cơ bản hiện hữu trong xã hội đôi khi cho phép phụ nữ vi phạm nhân quyền. Khi các cầu thủ bóng đá chất lượng được sản xuất ở châu Phi, họ thường rời khỏi đất nước này để tìm kiếm cơ hội lớn hơn ở những nơi khác, gây tổn hại cho trò chơi địa phương. Kinh phí cũng là một vấn đề đối với môn bóng đá nữ ở châu Phi, với phần lớn tài trợ cho môn bóng đá nữ ở châu Phi đến từ FIFA chứ không phải hiệp hội bóng đá quốc gia địa phương.
Đội tuyển bóng đá nữ quốc gia Zambia đã được tài trợ trang phục thi đấu. Năm 2003, bộ quần áo bóng đá cho đội tuyển quốc gia được cung cấp là kết quả của hợp đồng tài trợ với Umbro, người đầu tiên đồng ý tài trợ cho đội tuyển bóng đá quốc gia Zambia. Màu áo thi đấu chính thức của đội bao gồm quần đùi xanh lá cây, áo thi đấu màu xanh lá cây và tất xanh lá cây. Nhóm nghiên cứu đã nhận được sự đưa tin của các phương tiện truyền thông từ Zambia Daily Mail, Times of Zambia và Post Newspaper. Tin tức này đã bao gồm hình ảnh của các cầu thủ được in trên báo và các cuộc phỏng vấn với các cầu thủ.

## Hình ảnh đội tuyển

### Biệt danh
Đội tuyển bóng đá nữ quốc gia Zambia được biết đến với biệt danh "She-polopolo" hoặc "Copper Queens".

## Cầu thủ

### Đội hình hiện tại
- Cập nhật lần cuối vào 21 tháng 8 năm 2022

| Số | Vt | Cầu thủ           | Ngày sinh (tuổi)  | Số trận | Câu lạc bộ |                               |
| -- | -- | ----------------- | ----------------- | ------- | ---------- | ----------------------------- |
| 18 | TM | Eunice Sakala     |                   |         | 0          | Nkwazi Queens                 |
| 18 | TM | Leticia Lungu     | 7 tháng 8, 2004   | 1       | 0          | Zesco United                  |
| 18 | TM | Agness Banda      |                   |         | 0          | National Assembly             |
| 18 | TM | Mary Nanyinza     |                   |         | 0          | Zambia                        |
| 1  | TM | Catherine Musonda | 20 tháng 2, 1998  | 3       | 0          | Indeni Roses                  |
| 18 | TM | Chitete Munsaka   |                   |         | 0          | Lusaka Dynamos Women FC       |
|    |    |                   |                   |         |            |                               |
|    | HV | Vast Phiri        | 3 tháng 2, 1996   | 1       | 0          | ZESCO United                  |
| 17 | HV | Esther Banda      | 21 tháng 11, 2004 | 1       | 0          | Bauleni United Sports Academy |
| 4  | HV | Esther Siamfuko   | 8 tháng 8, 2004   | 6       | 0          | Queens Academy                |
| 4  | HV | Bertha Imponene   |                   |         | 0          | Nkwazi Queens                 |
| 4  | HV | Agness Musesa     |                   |         | 0          | Zambia                        |
| 3  | HV | Lushomo Mweemba   | 10 tháng 4, 2001  | 27      | 1          | Green Buffaloes               |
| 5  | HV | Anita Mulenga     | 3 tháng 5, 1995   | 12      | 0          | Green Buffaloes               |
| 13 | HV | Martha Tembo      | 8 tháng 3, 1998   | 21      | 0          | Green Buffaloes               |
| 4  | HV | Judith Soko       |                   |         | 0          | YASA                          |
| 4  | HV | Pauline Zulu      |                   |         | 0          | Lusaka Dynamos Women FC       |
| 8  | HV | Margaret Belemu   | 24 tháng 2, 1997  | 26      | 2          | Shanghai Shengli              |
|    |    |                   |                   |         |            |                               |
| 14 | TV | Ireen Lungu       | 6 tháng 10, 1997  | 16      | 4          | Green Buffaloes               |
| 6  | TV | Mary Wilombe      | 22 tháng 9, 1997  | 22      | 1          | Red Arrows                    |
| 12 | TV | Evarine Katongo   | 29 tháng 12, 2002 | 12      | 0          | ZISD Queens                   |
| 12 | TV | Natasha Witika    |                   |         | 0          | Bayelsa Queens                |
| 21 | TV | Avell Chitundu    | 30 tháng 7, 1997  | 19      | 3          | ZESCO United                  |
| 12 | TV | Maweta Chilenga   |                   |         | 0          | BUSA                          |
| 12 | TV | Norin Betani      |                   |         | 0          | Indeni Roses                  |
| 7  | TV | Misozi Zulu       | 11 tháng 10, 1994 | 12      | 0          | Hakkarigücü Spor              |
|    |    |                   |                   |         |            |                               |
| 22 | TĐ | Natasha Nanyangwe | 27 tháng 7, 1999  | 3       | 0          | Green Buffaloes               |
|    | TĐ | Ochumba Oseke     | 1 tháng 7, 2002   | 20      | 4          | Red Arrows                    |
|    | TĐ | Elizabeth Mwale   |                   |         |            | ZISD Women                    |
|    | TĐ | Eneless Phiri     |                   |         |            | Police Doves                  |
|    | TĐ | Jessy Zulu        |                   |         |            | Pataaki                       |
| 20 | TĐ | Noria Sosala      | 25 tháng 12, 1988 | 3       | 0          | Indeni Roses                  |
|    | TĐ | Barbra Banda      | 20 tháng 3, 2000  | 10      | 22         | Shanghai Shengli              |
|    | TĐ | Lillian Mwaba     |                   |         |            | Queens Academy                |

### Triệu tập gần đây
| Vt | Cầu thủ            | Ngày sinh (tuổi)  | Số trận | Bt | Câu lạc bộ           | Lần cuối triệu tập                     |
| -- | ------------------ | ----------------- | ------- | -- | -------------------- | -------------------------------------- |
| TM | Ngambo Musole      | 23 tháng 6, 1998  | 1       | 0  | ZESCO United         | 2022 AFWCON qualification Second round |
| TM | Hazel Nali         | 4 tháng 4, 1998   | 18      | 0  | Fatih Vatan          | 2022 Africa Women Cup of Nations       |
|    |                    |                   |         |    |                      |                                        |
| HV | Fikile Khosa       | 24 tháng 7, 1996  | 0       | 0  | Red Arrows           | 2022 AFWCON qualification First round  |
| HV | Vast Phiri         | 3 tháng 2, 1996   | 1       | 0  | ZESCO United         | 2022 AFWCON qualification First round  |
| HV | Esther Mukwasa     | 24 tháng 10, 1996 | ?       | ?  | Indeni Roses         | 2022 AFWCON qualification First round  |
| HV | Annie Kibanji      | 13 tháng 6, 1991  | ?       | ?  | Green Buffaloes F.C. | 2022 AFWCON qualification First round  |
| HV | Judith Soko        | 31 tháng 3, 2004  | 0       | 0  | Green Buffaloes      | 2022 Africa Women Cup of Nations       |
| HV | Agness Musase      | 11 tháng 7, 1997  | 24      | 0  | Green Buffaloes      | 2022 Africa Women Cup of Nations       |
|    |                    |                   |         |    |                      |                                        |
| TV | Milika Limwanya    | 8 tháng 8, 1996   | 5       | 0  | Red Arrows           | 2022 AFWCON qualification Second round |
| TV | Racheal Kundananji | 3 tháng 6, 2000   | 7       | 6  | Madrid CFF           | 2022 AFWCON qualification First round  |
| TV | Hellen Chanda      | 19 tháng 6, 1998  | 1       | 0  | Red Arrows           | 2022 AFWCON qualification First round  |
| TV | Maweta Chilenga    | 3 tháng 8, 2003   | 2       | 0  | BUSA                 | 2022 Africa Women Cup of Nations       |
|    |                    |                   |         |    |                      |                                        |
| TV | Theresa Chewe      | 27 tháng 11, 1997 | 4       | 0  | Indeni Roses         | 2022 AFWCON qualification Second round |
| TĐ | Hellen Mubanga     | 23 tháng 5, 1995  | 6       | 0  | Zaragoza CFF         | 2022 AFWCON qualification First round  |
| TĐ | Grace Chanda       | 11 tháng 6, 1997  | 28      | 10 | BIIK Kazygurt        | 2022 Africa Women Cup of Nations       |
| TĐ | Xiomara Mapepa     | 4 tháng 7, 2002   | 11      | 2  | Lusaka Dynamos       | 2022 Africa Women Cup of Nations       |

## Danh hiệu

### Khu vực
- Giải vô địch bóng đá nữ COSAFA

 Á quân: 2019

## Thống kê các giải đấu

### Giải vô địch bóng đá nữ thế giới
| Giải vô địch bóng đá nữ thế giới | Giải vô địch bóng đá nữ thế giới | Giải vô địch bóng đá nữ thế giới | Giải vô địch bóng đá nữ thế giới | Giải vô địch bóng đá nữ thế giới | Giải vô địch bóng đá nữ thế giới | Giải vô địch bóng đá nữ thế giới | Giải vô địch bóng đá nữ thế giới |                          |
| Năm                              | Kết quả                          | St                               | T                                | H                                | B                                | Bt                               | Bb                               |                          |
| -------------------------------- | -------------------------------- | -------------------------------- | -------------------------------- | -------------------------------- | -------------------------------- | -------------------------------- | -------------------------------- | ------------------------ |
| 1991                             | Không tham dự                    | Không tham dự                    | Không tham dự                    | Không tham dự                    | Không tham dự                    | Không tham dự                    | Không tham dự                    | Không tham dự            |
| 1995                             | Không vượt qua vòng loại         | Không vượt qua vòng loại         | Không vượt qua vòng loại         | Không vượt qua vòng loại         | Không vượt qua vòng loại         | Không vượt qua vòng loại         | Không vượt qua vòng loại         | Không vượt qua vòng loại |
| 1999                             | Không tham dự                    | Không tham dự                    | Không tham dự                    | Không tham dự                    | Không tham dự                    | Không tham dự                    | Không tham dự                    | Không tham dự            |
| 2003                             | Không vượt qua vòng loại         | Không vượt qua vòng loại         | Không vượt qua vòng loại         | Không vượt qua vòng loại         | Không vượt qua vòng loại         | Không vượt qua vòng loại         | Không vượt qua vòng loại         | Không vượt qua vòng loại |
| 2007                             | Không vượt qua vòng loại         | Không vượt qua vòng loại         | Không vượt qua vòng loại         | Không vượt qua vòng loại         | Không vượt qua vòng loại         | Không vượt qua vòng loại         | Không vượt qua vòng loại         | Không vượt qua vòng loại |
| 2011                             | Không tham dự                    | Không tham dự                    | Không tham dự                    | Không tham dự                    | Không tham dự                    | Không tham dự                    | Không tham dự                    | Không tham dự            |
| 2015                             | Không vượt qua vòng loại         | Không vượt qua vòng loại         | Không vượt qua vòng loại         | Không vượt qua vòng loại         | Không vượt qua vòng loại         | Không vượt qua vòng loại         | Không vượt qua vòng loại         | Không vượt qua vòng loại |
| 2019                             | Không vượt qua vòng loại         | Không vượt qua vòng loại         | Không vượt qua vòng loại         | Không vượt qua vòng loại         | Không vượt qua vòng loại         | Không vượt qua vòng loại         | Không vượt qua vòng loại         | Không vượt qua vòng loại |
| 2023                             | Vòng bảng                        | 3                                | 1                                | 0                                | 2                                | 3                                | 11                               |                          |
| 2027                             | Chưa xác định                    | Chưa xác định                    | Chưa xác định                    | Chưa xác định                    | Chưa xác định                    | Chưa xác định                    | Chưa xác định                    | Chưa xác định            |
| Tổng cộng                        | 1/9                              | 3                                | 1                                | 0                                | 2                                | 3                                | 11                               |                          |

### Thế vận hội Mùa hè
| Thế vận hội Mùa hè | Thế vận hội Mùa hè       | Thế vận hội Mùa hè       | Thế vận hội Mùa hè       | Thế vận hội Mùa hè       | Thế vận hội Mùa hè       | Thế vận hội Mùa hè       | Thế vận hội Mùa hè       |
| Năm                | Thành tích               | Số trận                  | Thắng                    | Hòa                      | Thua                     | Bàn thắng                | Bàn thua                 |
| ------------------ | ------------------------ | ------------------------ | ------------------------ | ------------------------ | ------------------------ | ------------------------ | ------------------------ |
| 1996               | Không vượt qua vòng loại | Không vượt qua vòng loại | Không vượt qua vòng loại | Không vượt qua vòng loại | Không vượt qua vòng loại | Không vượt qua vòng loại | Không vượt qua vòng loại |
| 2000               | Không tham dự            | Không tham dự            | Không tham dự            | Không tham dự            | Không tham dự            | Không tham dự            | Không tham dự            |
| 2004               | Không tham dự            | Không tham dự            | Không tham dự            | Không tham dự            | Không tham dự            | Không tham dự            | Không tham dự            |
| 2008               | Không tham dự            | Không tham dự            | Không tham dự            | Không tham dự            | Không tham dự            | Không tham dự            | Không tham dự            |
| 2012               | Không vượt qua vòng loại | Không vượt qua vòng loại | Không vượt qua vòng loại | Không vượt qua vòng loại | Không vượt qua vòng loại | Không vượt qua vòng loại | Không vượt qua vòng loại |
| 2016               | Không vượt qua vòng loại | Không vượt qua vòng loại | Không vượt qua vòng loại | Không vượt qua vòng loại | Không vượt qua vòng loại | Không vượt qua vòng loại | Không vượt qua vòng loại |
| 2020               | Vòng bảng                | 3                        | 0                        | 1                        | 2                        | 7                        | 15                       |
| 2024               | Vòng bảng                | 3                        | 0                        | 0                        | 3                        | 6                        | 13                       |
| 2028               | Chưa xác định            | Chưa xác định            | Chưa xác định            | Chưa xác định            | Chưa xác định            | Chưa xác định            | Chưa xác định            |
| 2032               | Chưa xác định            | Chưa xác định            | Chưa xác định            | Chưa xác định            | Chưa xác định            | Chưa xác định            | Chưa xác định            |
| Tổng cộng          | 2/5                      | 6                        | 0                        | 1                        | 5                        | 13                       | 28                       |

### Cúp bóng đá nữ châu Phi
| Cúp bóng đá nữ châu Phi | Cúp bóng đá nữ châu Phi  | Cúp bóng đá nữ châu Phi  | Cúp bóng đá nữ châu Phi  | Cúp bóng đá nữ châu Phi  | Cúp bóng đá nữ châu Phi  | Cúp bóng đá nữ châu Phi  | Cúp bóng đá nữ châu Phi  |                          |
| Năm                     | Kết quả                  | Trận                     | Thắng                    | Hòa                      | Bại                      | BT                       | BB                       |                          |
| ----------------------- | ------------------------ | ------------------------ | ------------------------ | ------------------------ | ------------------------ | ------------------------ | ------------------------ | ------------------------ |
| 1991                    | Rút lui                  | Rút lui                  | Rút lui                  | Rút lui                  | Rút lui                  | Rút lui                  | Rút lui                  | Rút lui                  |
| 1995                    | Tứ kết                   | 2                        | 0                        | 0                        | 2                        | 5                        | 11                       |                          |
| 1998                    | Không tham dự            | Không tham dự            | Không tham dự            | Không tham dự            | Không tham dự            | Không tham dự            | Không tham dự            | Không tham dự            |
| 2000                    | Không tham dự            | Không tham dự            | Không tham dự            | Không tham dự            | Không tham dự            | Không tham dự            | Không tham dự            | Không tham dự            |
| 2002                    | Không vượt qua vòng loại | Không vượt qua vòng loại | Không vượt qua vòng loại | Không vượt qua vòng loại | Không vượt qua vòng loại | Không vượt qua vòng loại | Không vượt qua vòng loại | Không vượt qua vòng loại |
| 2004                    | Không tham dự            | Không tham dự            | Không tham dự            | Không tham dự            | Không tham dự            | Không tham dự            | Không tham dự            | Không tham dự            |
| 2006                    | Không vượt qua vòng loại | Không vượt qua vòng loại | Không vượt qua vòng loại | Không vượt qua vòng loại | Không vượt qua vòng loại | Không vượt qua vòng loại | Không vượt qua vòng loại | Không vượt qua vòng loại |
| 2008                    | Không vượt qua vòng loại | Không vượt qua vòng loại | Không vượt qua vòng loại | Không vượt qua vòng loại | Không vượt qua vòng loại | Không vượt qua vòng loại | Không vượt qua vòng loại | Không vượt qua vòng loại |
| 2010                    | Không tham dự            | Không tham dự            | Không tham dự            | Không tham dự            | Không tham dự            | Không tham dự            | Không tham dự            | Không tham dự            |
| 2012                    | Không vượt qua vòng loại | Không vượt qua vòng loại | Không vượt qua vòng loại | Không vượt qua vòng loại | Không vượt qua vòng loại | Không vượt qua vòng loại | Không vượt qua vòng loại | Không vượt qua vòng loại |
| 2014                    | Vòng bảng                | 3                        | 0                        | 1                        | 2                        | 1                        | 9                        |                          |
| 2016                    | Không vượt qua vòng loại | Không vượt qua vòng loại | Không vượt qua vòng loại | Không vượt qua vòng loại | Không vượt qua vòng loại | Không vượt qua vòng loại | Không vượt qua vòng loại | Không vượt qua vòng loại |
| 2018                    | Vòng bảng                | 3                        | 1                        | 1                        | 1                        | 6                        | 5                        |                          |
| 2022                    | Hạng ba                  | 6                        | 3                        | 2                        | 1                        | 7                        | 3                        |                          |
| Tổng cộng               | 4/14                     | 14                       | 4                        | 4                        | 6                        | 19                       | 28                       |                          |